# Roy Rogers

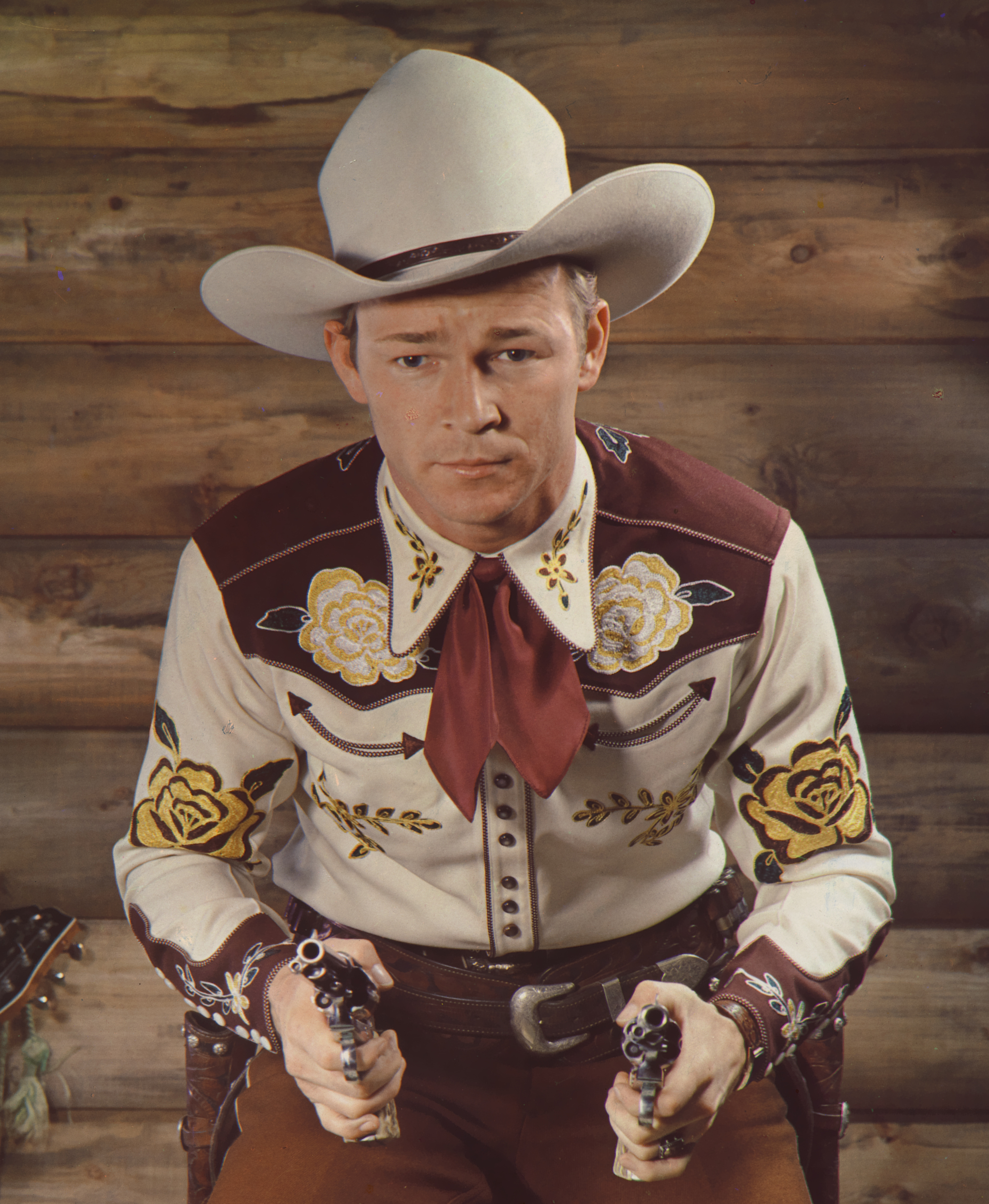
Roy Rogers (1942)

Roy Rogers (* 5. November 1911 in Cincinnati, Ohio, als Leonard Franklin Slye; † 6. Juli 1998 in Apple Valley, Kalifornien) war ein US-amerikanischer Country-Sänger und Schauspieler, der vor allem als „Singing Cowboy“ in zahlreichen Western zwischen 1938 und 1953 bekannt wurde. Als Gründer der Band Sons of the Pioneers zählte er zu den Stars der Country-Musik.

## Leben

### Kindheit und Jugend
Rogers wurde als Sohn der armen Eheleute Andrew („Andy“) Slye und Mattie Womack geboren. 1912 baute Rogers’ Vater, vom Stadtleben enttäuscht, ein Hausboot, mit dem die Familie den Ohio River hochfuhr und sich in der Nähe von Portsmouth, Ohio, niederließ. 1919 kaufte die Familie eine Farm in Ohio. Schnell erkannte Rogers’ Vater jedoch, dass die Farm seine Familie nicht ernähren konnte, und er arbeitete in verschiedenen Fabriken. Sein Sohn Roy entwickelte unterdessen seine Reitfertigkeiten, die später auch in seinen Filmen zu sehen waren. Nach Jahren voller Armut und harter Arbeit trampte er 1930 nach Kalifornien, wo er sich eine Zeit lang als Tagelöhner durchschlug.

### Karriere
Über einen Gesangswettbewerb gelang ihm der Einstieg in die lokale Musikszene. Hier traf er auf Bob Nolan und Tim Spencer, mit denen er 1933 das Pioneer Trio gründete, aus dem die Sons of the Pioneers hervorgingen. Die Gruppe feierte bald große Erfolge. Trotz regelmäßiger Konzerte und Radioaufnahmen fanden die Sons of the Pioneers Zeit, kleinere Rollen in Western-Filmen zu übernehmen. 1937 ersetzte Rogers den Westernstar Gene Autry im Abenteuerfilm Under Western Stars, der sich mit seinem Studio zerstritten hatte. Bereits nach wenigen Filmen hatte er Autry in der Publikumsgunst übertroffen und war zum bekanntesten Cowboy-Darsteller geworden. Es gab Roy-Rogers-Actionfiguren, Roy-Rogers-Romane, einen Roy-Rogers-Comic und mehr als 2000 Fanclubs. Er bewarb während der 1950er Jahre in den jährlich erscheinenden Katalogen des US-Versandhandelsunternehmens Sears seine Produktlinie mit Bekleidungsartikeln im Westernstil. Allein mit der Vermarktung der Fanartikel verdiente er 50 Millionen Dollar im Jahr.
1946 gründete eine Gruppe von Schauspielern und Investoren, darunter auch Rogers und die Sons of the Pioneers, nordwestlich von Yucca Valley die Siedlung Pioneertown. Diese sollte als Kulisse für Westernfilme dienen, aber auch nach Drehschluss noch von den Filmcrews genutzt werden können. Dazu wurden Gebäude errichtet, die von außen einer typischen Westernstadt aus dem 19. Jahrhundert glichen. Im Inneren beherbergten sie jedoch moderne Einrichtungen wie Eisdielen, eine Bowlingbahn oder Motels. Ursprünglich sollte der neue Ort nach Roy Rogers „Rogersville“ heißen. Letztlich wurde er jedoch nach den Sons of the Pioneers benannt.

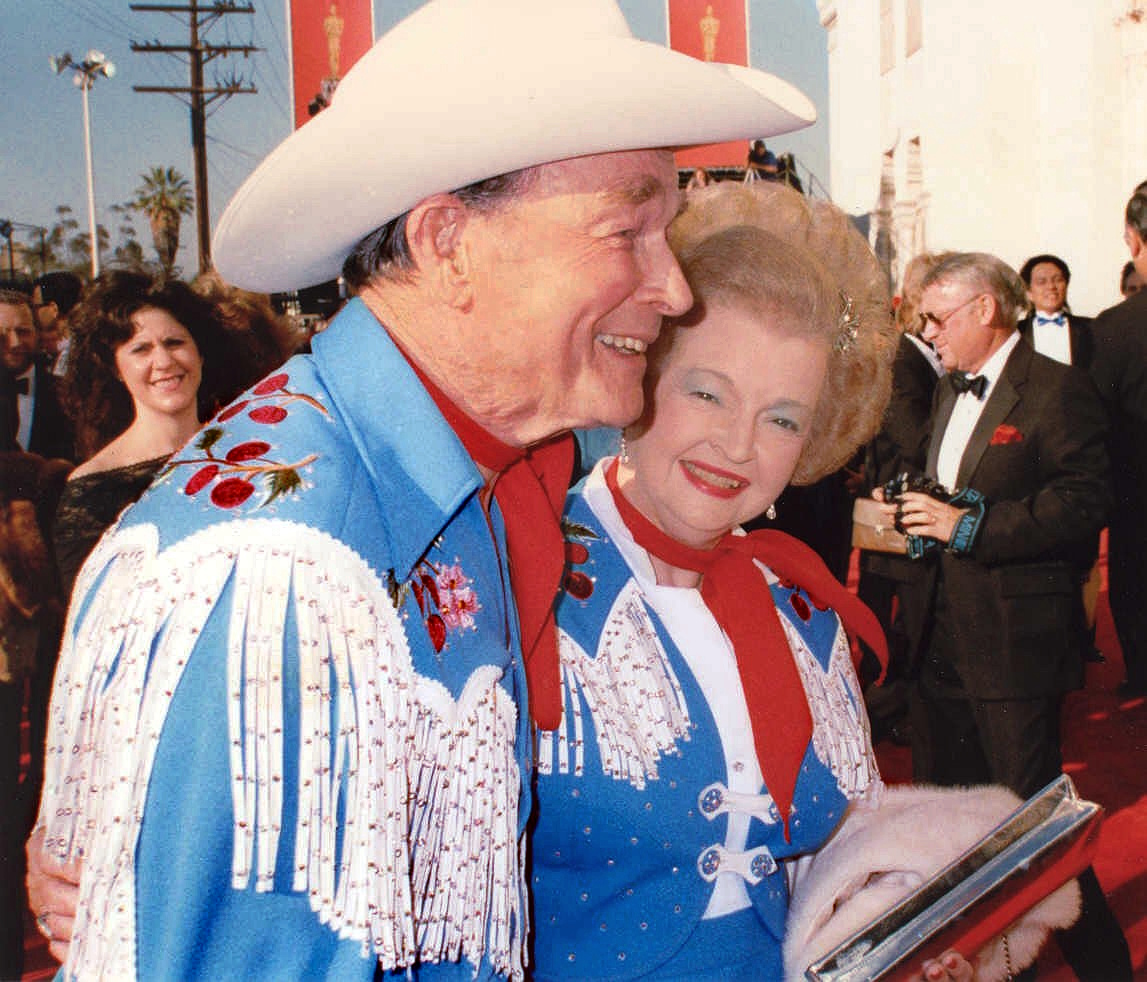
Rogers mit Dale Evans (1989)

1947 heiratete Rogers in dritter Ehe seine Film- und Gesangspartnerin Dale Evans. Aus dieser Ehe ging eine gemeinsame Tochter hervor, die mit Down-Syndrom geboren wurde und kurz vor ihrem zweiten Geburtstag starb. Neben seinen drei Kindern aus erster Ehe adoptierten Rogers und Evans noch weitere Kinder. Gemeinsam sangen sie das von ihr geschriebene Titellied Happy Trails to You, Until We Meet Again … ihrer Fernsehsendung The Roy Rogers Show.
Parallel zu seinen schauspielerischen Aktivitäten nahm Roy Rogers weiterhin Schallplatten auf, gelegentlich gemeinsam mit seinen alten Freunden von den Pioneers und mit seiner Frau. 1972 gelang ihm mit Candy Kisses noch einmal ein Hit. 1991 entstand das Album Tribute, mit dem viele aktuelle Stars der Country-Musik wie Clint Black oder Randy Travis den 79-jährigen Rogers ehrten. Rogers wurde zweimal in die Country Music Hall of Fame aufgenommen, 1980 als Mitglied der Sons of the Pioneers und 1988 als Solokünstler.
Rogers war Christ und Freimaurer und ein vehementer Gegner von Waffenkontrolle, der in Fernsehspots für die NRA auftrat. Er erhielt auf dem Hollywood Walk of Fame drei Sterne: für seinen Beitrag zum Film (1752 Vine Street), für seine Radioarbeit (1733 Vine Street) und für seinen Beitrag zum Fernsehen (1620 Vine Street).

## Tod
Roy Rogers starb 1998 im Alter von 86 Jahren an Herzinsuffizienz. Er wurde – ebenso wie seine Frau Dale Evans drei Jahre später – im Sunset Hills Memorial Park in Apple Valley beigesetzt.

## Museum
1967 eröffnete in Victorville, Kalifornien, direkt an der Route 66 das Roy Rogers – Dale Evans Museum. In dem Museum wurden diverse Kleidungsstücke, Bilder und Sättel ausgestellt sowie die präparierten Pferde Trigger und Dales Buttermilk sowie Rogers’ Schäferhund Bullet, der ihn in zahlreichen Filmen begleitet hatte. Das Museum zog 2003 nach Branson in Missouri um und wurde Ende 2009 wegen schrumpfender Besucherzahlen geschlossen.
Die Exponate wurden in diversen Auktionen ab 2010 bei Christie’s versteigert. So wechselte seine Gibson-Gitarre für 43.000 US-Dollar, sein ausgestopftes Pferd Trigger für 266.500 US-Dollar und sein Sattel für 386.500 US-Dollar den Besitzer.

## Sonstiges
- Im Film Robin Hood, König der Vagabunden aus dem Jahr 1938 reitet Olivia de Havilland auf einem Pferd mit Namen Golden Cloud. Nach Ende der Filmarbeiten wurde es von Roy Rogers gekauft und unter dem neuen Namen Trigger eines der bekanntesten Tiere im Showbusiness. Trigger wurde nach seinem Tod im Jahr 1965 präpariert.

- Mütterlicherseits war Rogers indianischer Abstammung. 1967 wählte ihn eine Gruppe von Indianerstämmen zum „Herausragenden indianischen Bürger des Jahres“.

- Bernie Taupin schrieb zusammen mit Elton John ein Lied mit dem Titel Roy Rogers, das John 1973 auf seinem Doppelalbum Goodbye Yellow Brick Road veröffentlichte. Die Country-Sängerin Kacey Musgraves nahm das Lied 2018 für das Tributalbum Restoration: Reimagining the Songs of Elton John and Bernie Taupin auf.[9]

- In dem Film Stirb Langsam bezeichnet sich die Hauptfigur John McClane als ein Fan von Rogers. Als er einen Aliasnamen benötigt, um seine Frau nicht zu verraten, wählt er „Roy“.

## Filmografie (Auswahl)
- 1936: The Old Corral
- 1938: Under Western Stars
- 1938: Billy the Kid kehrt zurück (Billy the Kid Returns)
- 1939: Arizona Kid (The Arizona Kid)
- 1939: Ein Cowboy in New York (Wall Street Cowboy)
- 1939: Southward Ho
- 1939: Saga Of Death Valley
- 1939: Rough Riders Round Up
- 1939: Jesse James unter Verdacht (Days Of Jesse James)
- 1939: Damals in Caliente (In Old Caliente)
- 1940: The Ranger And The Lady
- 1940: Colorado
- 1940: Young Bill Hickok
- 1940: The Carson City Kid
- 1940: West Of The Badlands
- 1940: Young Buffalo Bill
- 1940: Schwarzes Kommando (Dark Command)
- 1941: In Old Cheyenne
- 1941: Sheriff von Tombstone (Sheriff Of Tombstone)
- 1941: Badman Of Deadwood
- 1941: Robin Hood Of The Pecos
- 1942: Sunset On The Desert
- 1942: South Of Santa Fe
- 1942: Man From Cheyenne
- 1942: Ridin' Down The Canyon
- 1942: The Old Spanish Trail
- 1942: Sunset Serenade
- 1942: Das Herz des goldenen Westens (Heart of the Golden West)
- 1943: Idaho
- 1943: King Of The Cowboys
- 1943: Silver Spurs
- 1943: Song Of Texas
- 1944: Hands Across The Border
- 1944: Lights From Old Santa Fe
- 1944: Cowboy And The Senorita
- 1944: San Fernando Valley
- 1944: Song Of Nevada
- 1944: Yellow Rose Of Texas
- 1944: Brasilianische Serenade (Brazil)
- 1944: Hollywood Canteen
- 1945: Bells Of Rosarita
- 1945: Utah
- 1945: Eldorado Serenade (Sunset in El Dorado)
- 1946: Heldorado
- 1946: Rainbow Over Texas
- 1946: Home In Oklahoma
- 1946: Schüsse auf der Ranch (My Pal Trigger)
- 1946: Under Nevada Skies
- 1946: Song Of Arizona
- 1947: Bells Of San Angelo
- 1947: Apache Rose
- 1948: Musik, Tanz und Rhythmus (Melody Time)
- 1948: Night Time In Nevada
- 1948: Under California Stars
- 1948: Eyes Of Texas
- 1948: Grand Canyon Trail
- 1948: The Far Frontier
- 1952: Bleichgesicht Junior (Son Of Paleface)
- 1959: Ein Schuß und 50 Tote (Alias Jesse James) (Cameo-Auftritt)
- 1975: Mackintosh and T.J.
- 1983–1984: Ein Colt für alle Fälle (The Fall Guy) (Fernsehserie, zwei Folgen)

## Diskografie
Alben
- 1961: The Bible Tells Me
- 1990: The Best Of Roy Rogers
- 2003: Roy Rogers Stampede

Singles
| Jahr | Titel                                                                            | Chartplatzierungen | Chartplatzierungen | Album                               |
| Jahr | Titel                                                                            | US Country         | CA Country         | Album                               |
| ---- | -------------------------------------------------------------------------------- | ------------------ | ------------------ | ----------------------------------- |
| 1946 | A Little White Cross on the Hill                                                 | 7                  | —                  | nur als Single erschienen           |
| 1947 | My Chickashay Gal                                                                | 4                  | —                  | nur als Single erschienen           |
| 1948 | Blue Shadows on the Trail (Roy Rogers and the Sons of the Pioneers)              | 6                  | —                  | nur als Single erschienen           |
| 1948 | (There'll Never Be Another) Pecos Bill (Roy Rogers and the Sons of the Pioneers) | 13                 | —                  | nur als Single erschienen           |
| 1950 | Stampede                                                                         | 8                  | —                  | nur als Single erschienen           |
| 1970 | Money Can't Buy Love                                                             | 35                 | —                  | The Country Side of Roy Rogers      |
| 1971 | Lovenworth                                                                       | 12                 | 33                 | A Man from Duck Run                 |
| 1971 | Happy Anniversary                                                                | 47                 | —                  | A Man from Duck Run                 |
| 1972 | These Are the Good Old Days                                                      | 73                 | —                  | nur als Single erschienen           |
| 1974 | Hoppy, Gene and Me A                                                             | 15                 | 12                 | Happy Trails to You                 |
| 1980 | Ride Concrete Cowboy, Ride (Roy Rogers and the Sons of the Pioneers)             | 80                 | —                  | Smokey & the Bandit II (Soundtrack) |
| 1991 | Hold on Partner (mit Clint Black)                                                | 42                 | 48                 | Tribute                             |